# Callopora inaviculata
Callopora inaviculata is een mosdiertjessoort uit de familie van de Calloporidae. De wetenschappelijke naam van de soort is voor het eerst geldig gepubliceerd in 2009 door Seo & Min.